# Aliança de l'Esquerra Verda Nòrdica
L'Aliança de l'Esquerra Verda Nòrdica (anglès Nordic Green Left Alliance) és una aliança de partits polítics nòrdics d'esquerres, fundada a Reykjavík (Islàndia) l'1 de febrer de 2004.
Els partits membres de la NGLA no pertanyen al Partit de l'Esquerra Europea, però la NGLA participa en els seus esdeveniments en qualitat d'observador. La major part dels europarlamentaris d'aquests partits participa en l'agrupació Esquerra Unida Europea-Esquerra Verda Nòrdica al Parlament Europeu, amb l'excepció dels europarlamentaris del Partit Popular Socialista danès, que formen amb el Partit Verd Europeu.

## Partits membres
| País          | Partit                                                     | Diputats nacionals | Diputats nacionals | Diputats nacionals | Diputats nacionals | Eurodiputats | Eurodiputats       |
| País          | Partit                                                     | Escons             | Darreres eleccions | Escons             | Darreres eleccions | Escons       | Darreres eleccions |
| ------------- | ---------------------------------------------------------- | ------------------ | ------------------ | ------------------ | ------------------ | ------------ | ------------------ |
| Dinamarca     | Esquerra Verda (Socialistisk Folkeparti)                   | 15 / 175           | 2022               | 15 / 179           | 2022               | 3 / 15       | 2024               |
| Dinamarca     | Aliança Roja-Verda (Enhedslisten)                          | 9 / 175            | 2022               | 9 / 179            | 2022               | 1 / 15       | 2024               |
| Dinamarca     | L'Alternativa (Alternativet)                               | 6 / 175            | 2022               | 6 / 179            | 2022               | 0 / 15       | 2024               |
| Faroe Islands | Partit Republicà (Tjóðveldi)                               | 6 / 33             | 2022               | 0 / 179 (0/2)      | 2022               | -            | -                  |
| Finlàndia     | Aliança d'Esquerra (Vasemmistoliitto)                      | 11 / 200           | 11 / 200           | 11 / 200           | 2023               | 3 / 15       | 2024               |
| Groenlàndia   | Comunitat Inuit (Inuit Ataqatigiit)                        | 12 / 31            | 2021               | 1 / 179 (1/2)      | 2022               | -            | -                  |
| Islàndia      | Moviment d'Esquerra-Verd (Vinstrihreyfingin-grænt framboð) | 8 / 63             | 8 / 63             | 8 / 63             | 2021               | -            | -                  |
| Noruega       | Partit Socialista d'Esquerra (Sosialistisk Venstreparti)   | 13 / 169           | 13 / 169           | 13 / 169           | 2021               | -            | -                  |
| Noruega       | Partit Roig (Rødt)                                         | 8 / 169            | 8 / 169            | 8 / 169            | 2021               | -            | -                  |
| Suècia        | Partit de l'Esquerra (Vänsterpartiet)                      | 24 / 349           | 24 / 349           | 24 / 349           | 2022               | 2 / 21       | 2024               |